# Liriomyza suecica
Liriomyza suecica este o specie de muște din genul Liriomyza, familia Agromyzidae, descrisă de Ryden în anul 1956.
Este endemică în Sweden. Conform Catalogue of Life specia Liriomyza suecica nu are subspecii cunoscute.